# Codex Gelnhausen

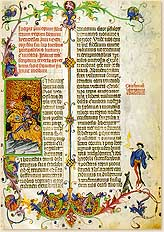
Seite aus dem Codex Gelnhausen

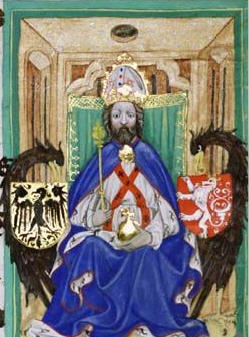
Karl IV. im Codex Gelnhausen

Der Codex Gelnhausen ist eine zu Anfang des 15. Jahrhunderts vom Iglauer Stadtschreiber Johannes von Gelnhausen niedergeschriebene Rechtssammlung. Der überaus prächtige und wertvolle Codex, der insbesondere die Rechtsgrundsätze des „Oberhofes in Bergsachen“ in Iglau zusammenfasst, wird noch heute im Stadtarchiv von Jihlava (Iglau) aufbewahrt. Er gilt als eine wichtige Quelle der tschechischen Geschichte des späten Mittelalters.